# Bill Atkinson (informaticien)
Pour les articles homonymes, voir Bill Atkinson et Atkinson.
Bill Atkinson, né à Los Gatos (Californie) le 17 mars 1951 et mort le 5 juin 2025 à Portola Valley (Californie), est un informaticien et photographe américain.
Concepteur de logiciels destinés au Macintosh, il participe à populariser l’hypertexte, conçoit les premiers éditeurs graphiques, mais est essentiellement connu comme l'auteur de deux programmes : MacPaint et HyperCard. Il est aussi reconnu comme l’inventeur du « double-clic ».

## Biographie
William Dana Atkinson naît le 17 mars 1951 à Los Gatos, le troisième des sept enfants de John Atkinson, un anesthésiste, et d'Ethel Dana Atkinson, une obstétricienne.
À l'âge de 10 ans, il reçoit un abonnement au magazine Arizona Highways, dont il découpe des photographies de la nature et les place sur le mur de sa chambre. Cela développe chez lui une passion à vie pour la photographie de nature, qui le mènera à une deuxième carrière de photographe commercial et artistique.
Diplômé de l'université de Californie à San Diego, il a Jef Raskin comme professeur, l'un des créateurs du Macintosh. Il poursuit ses études à l'université de Washington avant d'être embauché par Apple en 1978.
Programmeur hors pair, Bill Atkinson conçoit QuickDraw, la partie graphique du système d'exploitation MacOS du Macintosh d'Apple. Pour en démontrer les possibilités, Bill Atkinson écrit un programme de dessin, MacPaint, qui est fourni gratuitement lors de l'achat des premiers Macintosh en 1984. À l'instar de MacWrite, conçu par Randy Wigginton, pour le traitement de texte, MacPaint est un outil de dessin, extrêmement facile à utiliser, et dont tous les logiciels modernes comportant des fonctions de dessin ou d'illustration sont les héritiers.
HyperCard, développé en 1987, est lui aussi fourni en standard avec les Macintosh, aussi une innovation. Il permet de réaliser des bases de données combinant textes, dessins et sons (et plus tard images animées) aussi bien que les programmes les plus variés, grâce à son langage de script HyperTalk. Ce langage, dont l'auteur est Dan Winkler, est aussi proche que possible de la syntaxe de l'anglais. Grâce à HyperCard la programmation informatique est devenue accessible à des amateurs autant qu'à des spécialistes du multimedia. L'apprentissage rapide d'HyperCard et ses possibilités de développement très aisés ont permis à des milliers d'enseignants, de chercheurs mais également de simples particuliers de réaliser des programmes éducatifs, ludiques ou scientifiques et les diffuser, souvent gratuitement.
Les entreprises ont également tiré parti de ces possibilités, notamment pour présenter de manière synthétique et conviviale des informations provenant de plusieurs sources, sans recourir aux fastidieuses méthodes traditionnelles de programmation.
En 1990, Bill Atkinson quitte Apple et fonde General Magic, une société orientée vers les assistants personnels, avec d'anciens collègues tels que Andy Hertzfeld et Marc Porat. Trop ambitieuse et trop en avance sur son temps, la société ne rencontre pas le succès. Atkinson abandonne ensuite la pratique professionnelle de l'informatique pour se consacrer à sa deuxième passion, la photographie.
Bill Atkinson a deux filles, et a été marié trois fois. Sa dernière femme est Jingwen Cai. Le 1er octobre 2024, il est diagnostiqué d'un cancer du pancréas, il meurt le 5 juin 2025 à son domicile de Portola Valley à l’âge de 74 ans.